# Halictus pyrenaeus
Halictus pyrenaeus é uma espécie de insetos himenópteros, mais especificamente de abelhas pertencente à família Apidae.
A autoridade científica da espécie é Perez, tendo sido descrita no ano de 1903.
Trata-se de uma espécie presente no território português.